# Gloire (ornement)
 (novembre 2024).
Si vous disposez d'ouvrages ou d'articles de référence ou si vous connaissez des sites web de qualité traitant du thème abordé ici, merci de compléter l'article en donnant les références utiles à sa vérifiabilité et en les liant à la section « Notes et références ».
Pour les articles homonymes, voir Gloire.

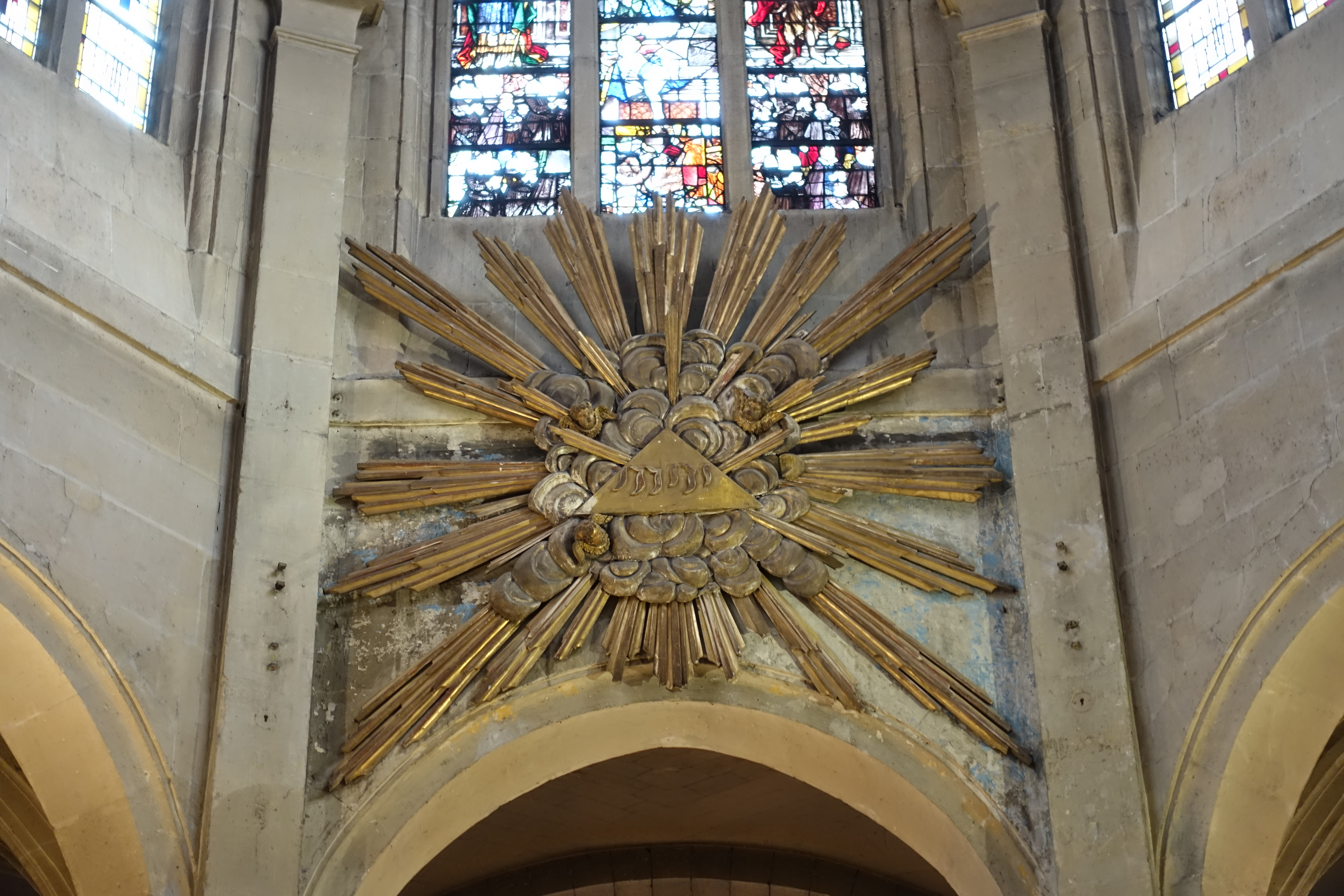
Gloire en bois doré du chœur de l'église Saint-Médard (Paris).

La gloire, dans l'art sacré, est une décoration signifiant la présence de Dieu, symbolisé par des rayons divins :

## En architecture
En architecture, une gloire est un ornement placé en hauteur dans une église, portant un assemblage de rayons dorés au centre desquels figure généralement un triangle symbolisant la Trinité, un ovale orné de la colombe du Saint-Esprit ou l'image d'un saint. Elle peut être marquée du Tétragramme hébreu YHWH.

## En peinture
En peinture la gloire est un ornement décoratif entourant la tête d'un personnage saint (voire son corps entier) et composé de lumières rayonnantes ; certaines représentations font surgir des rayons d'un nuage vu en contre-jour pour signifier la présence de « Dieu le père dans les cieux » sans qu'il ne soit expressément représenté.

## Galerie

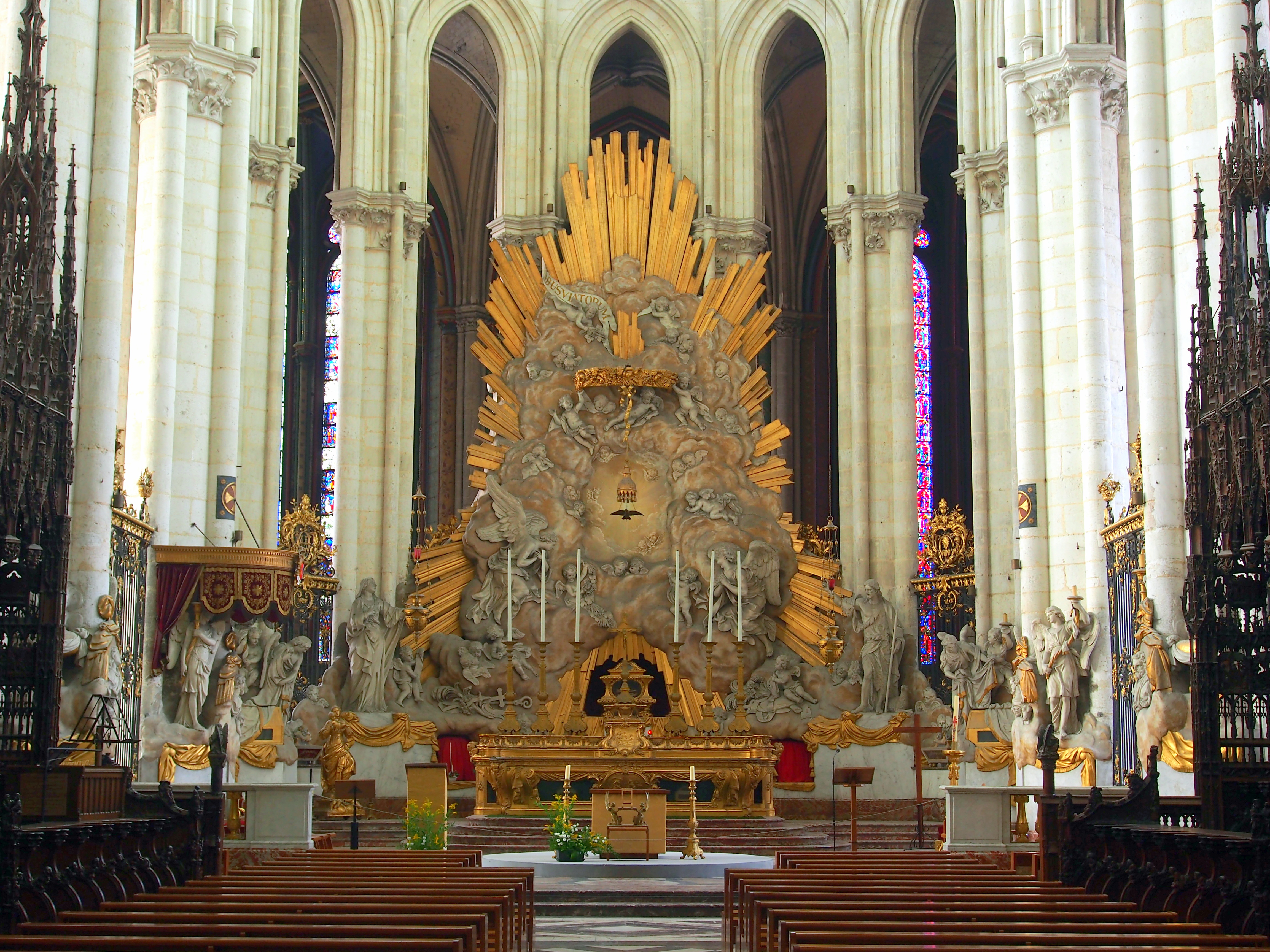
Gloire du chœur de la cathédrale Notre-Dame d'Amiens.
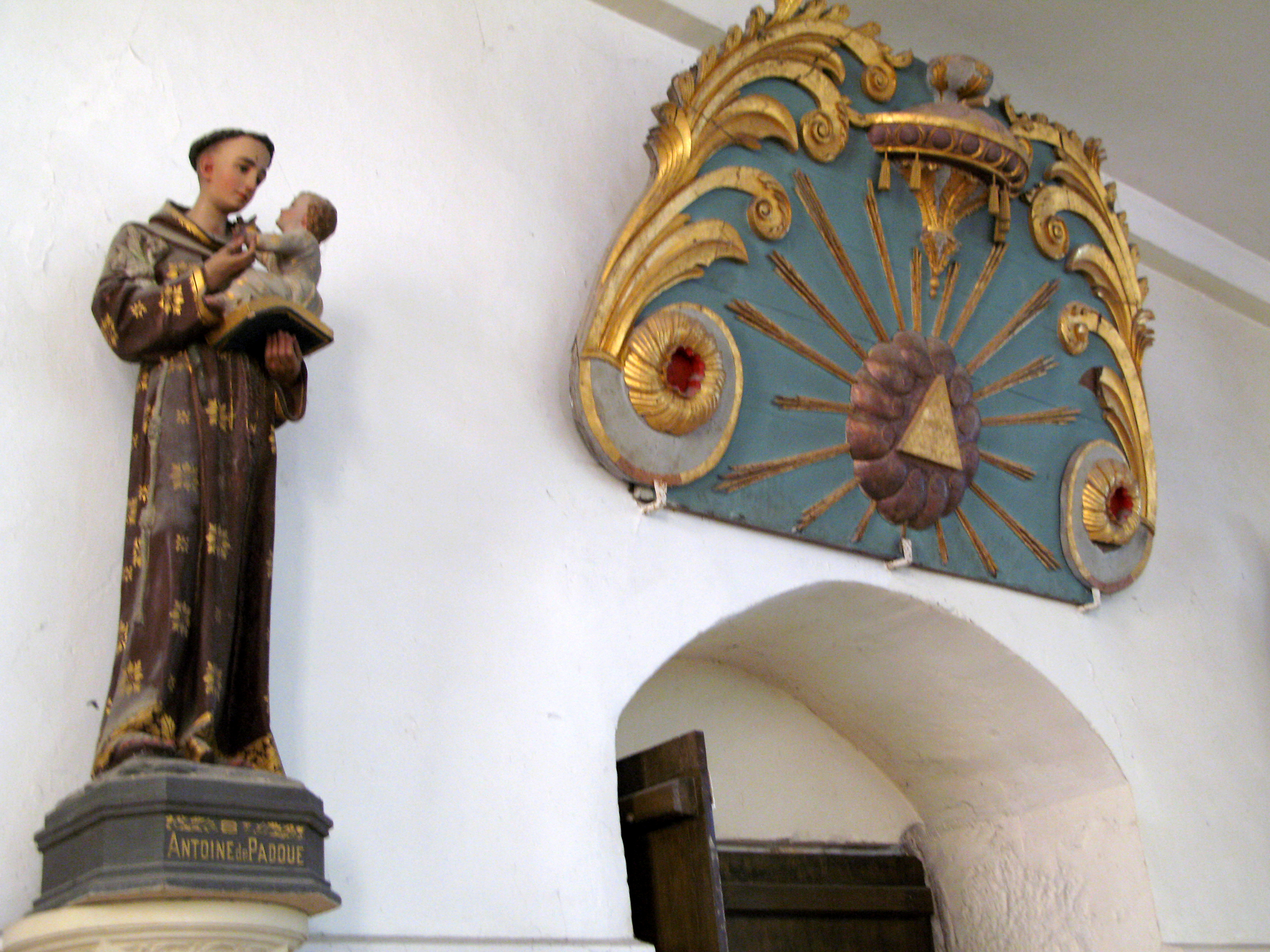
Gloire avec le Triangle de la Trinité sous un dais à pompons dans l'église Notre-Dame de Liart.
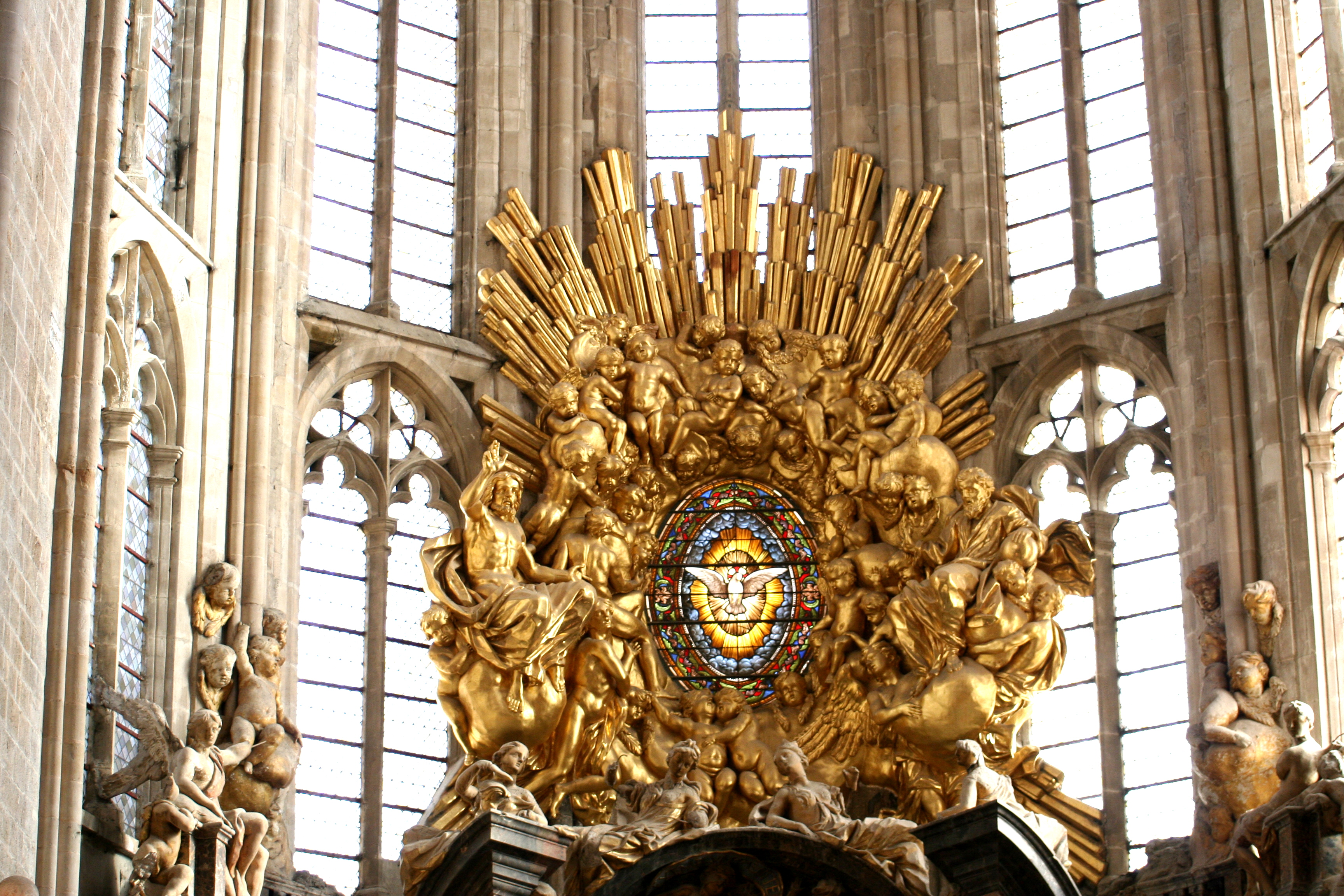
Gloire en stuc doré avec sa colombe dans la basilique de Saint-Maximin-la-Sainte-Baume.
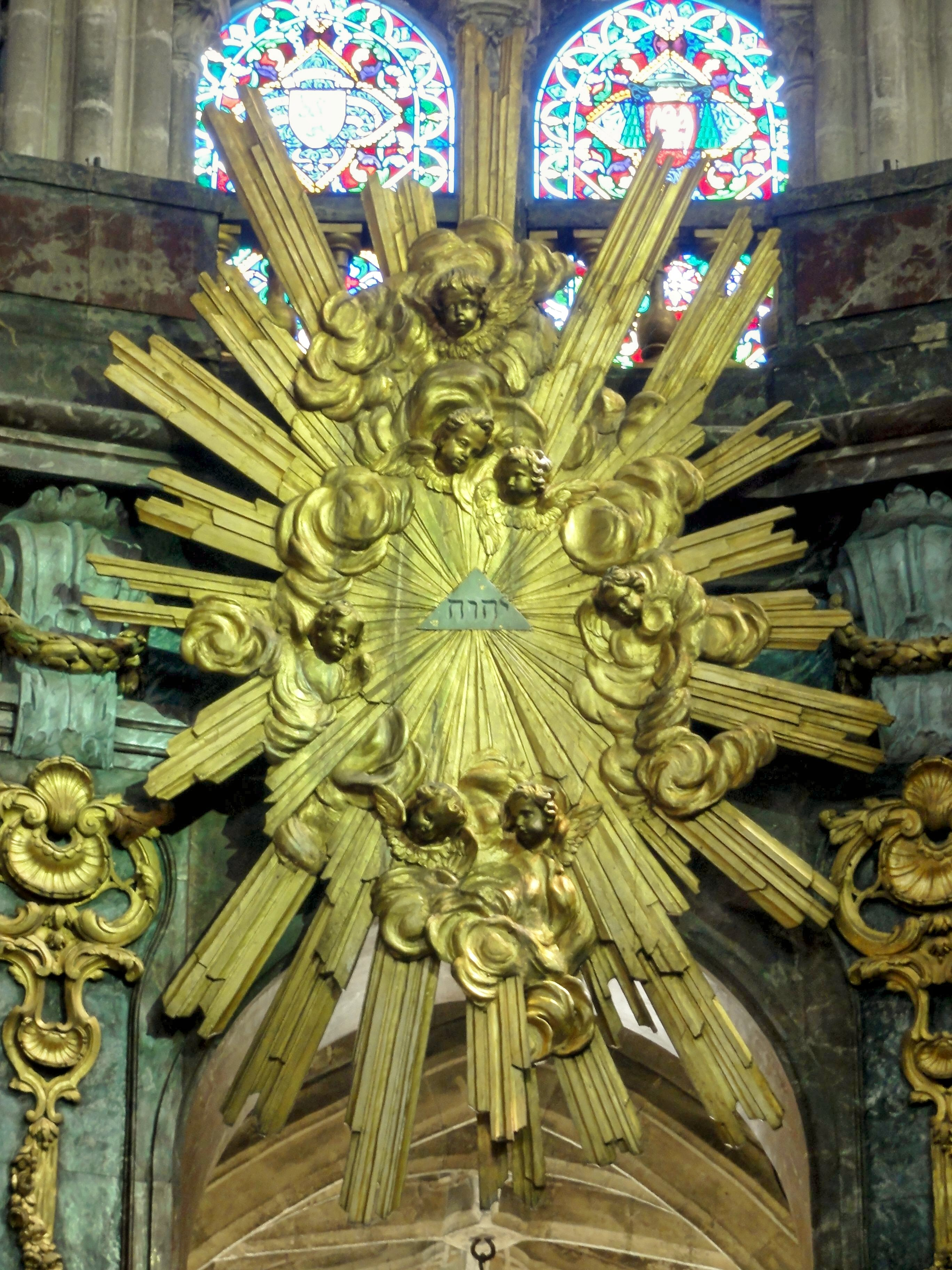
Gloire dans l'abside de l'église Saint-Jacques de Compiègne.
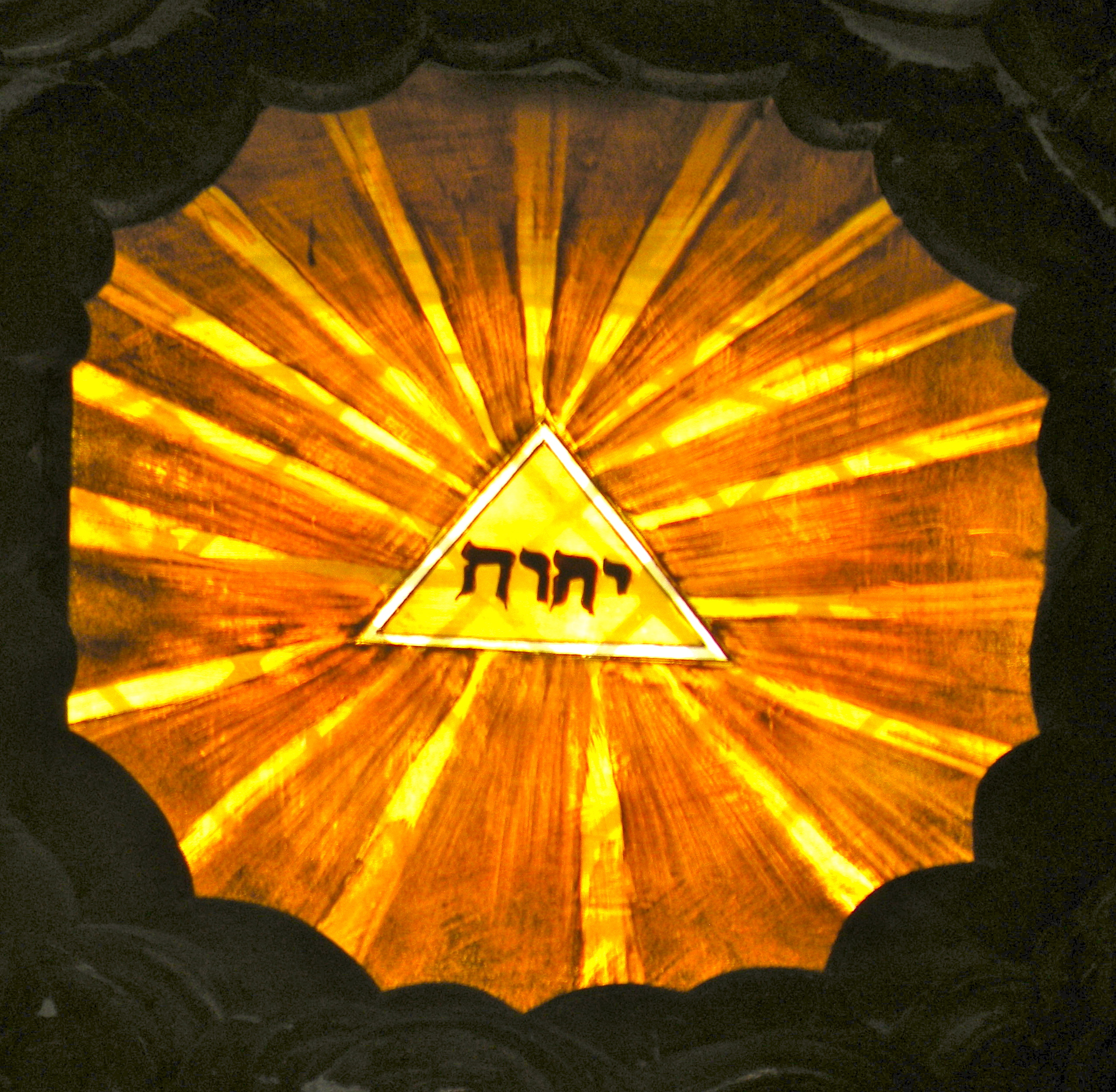
Gloire sur le vitrail occidental de l'église Saint-Justin de Louvres.
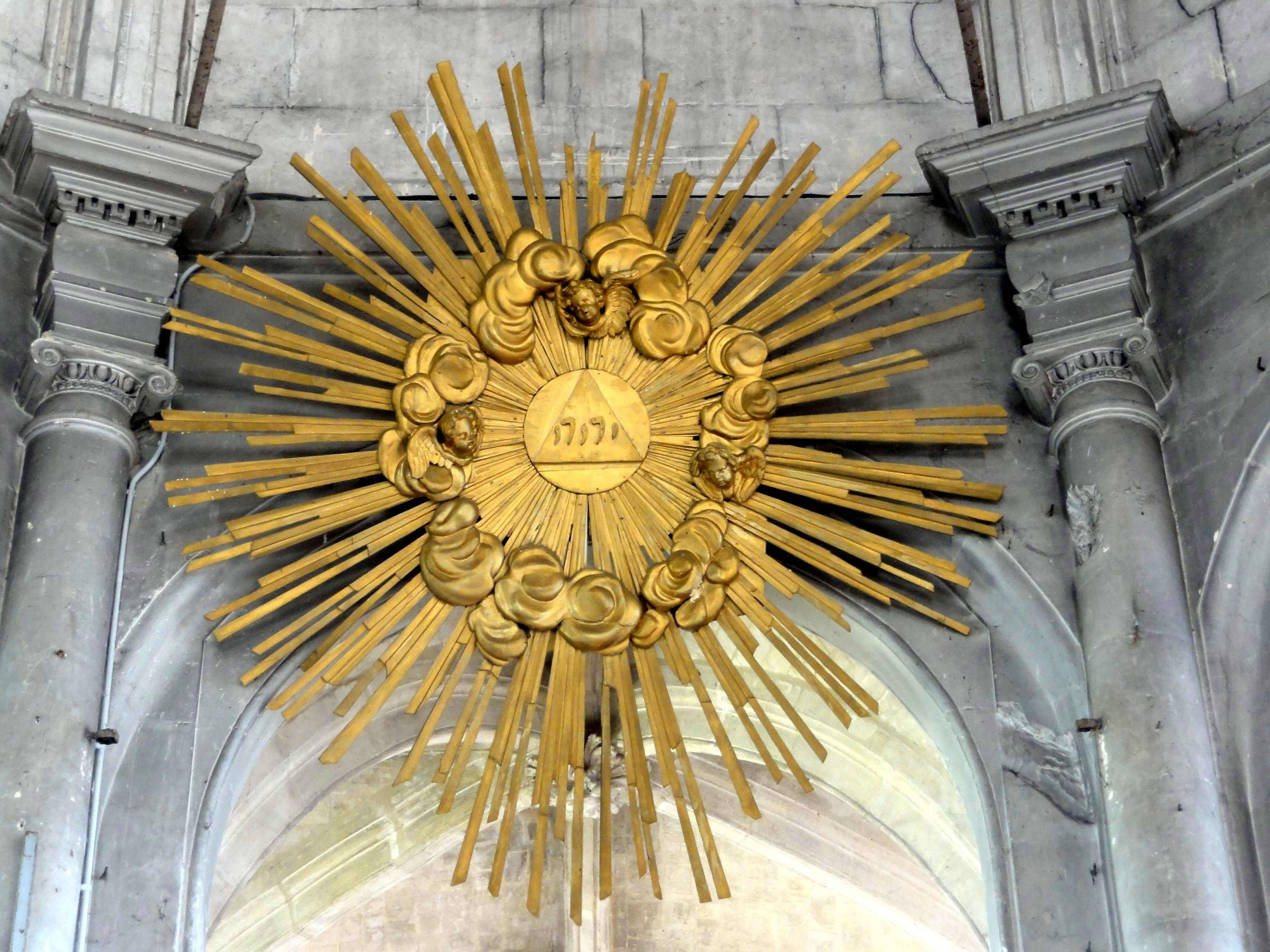
Gloire de la seconde moitié du XVIIIe siècle à l'église Saint-Martin de Mareil-en-France.